# Benjamin Cruz
Benjamin Joseph "BJ" Franquez Cruz  (sinh ngày 3 tháng 3, 1951) là một thẩm phán và chính khách người Mỹ đến từ đảo Guam và là Chủ tịch của Hội đồng Guam thứ 34 từ ngày 2 tháng 1 năm 2017 đến ngày 13 tháng 9 năm 2018. Ông hiện là Kiểm toán viên công cộng của đảo Guam kể từ tháng 9 năm 2018.

## Tuổi thơ và giáo dục
Ông sinh ra là Benjamin Joseph Franquez Cruz on 3 tháng 3, 1951 tại Guam, ông là con thứ hai và là con trai duy nhất của Juan Quenga Cruz ("Tanaguan") và Antonia Cruz Franquez. Cha của ông, người vừa được bầu làm Ủy viên (Thị trưởng) của Piti, đã bị Marcelo "Mar" C. Biscoe giết chết năm 1956 khi Cruz chỉ mới 5 tuổi. Ông là cháu nội của Jose Santos Cruz và Marcela Quidachay Quenga, cũng là cháu nội của Vicente Iglesias Franquez và Rosa Cruz Franquez của Piti, và cũng là cháu trai của cố Jose Jose Franquez và Barcilia "Barcy" Taitano-Franquez của Mongmong-Toto-Maite.
Vào năm 1960, khi đang ở đảo Guam, mẹ của Cruz kết hôn với Vicente Cruz Guerrero ("Tico"), nơi ông trở thành cha dượng, và sau đó họ tái định cư cả gia đình ở California vào năm 1962. Họ quay trở lại đảo Guam, nơi Cruz học tại trường trung học ở St. Francis ở Yona.
Ông đến trường trung học St. John Bosco ở California cho đến năm 1968. Bằng cử nhân khoa học chính trị và kinh tế của ông được lấy vào năm 1972 từ Claremont Men's College, và Juris Doctor của ông năm 1975 từ trường luật của đại học Santa Clara.

## Đời tư
Việc đề cử của Cruz trở thành Thẩm phán tại Tòa án Tối cao của đảo Guam năm 1984 đã được đánh dấu bằng sự phản đối từ các nhóm nhà thờ Tin lành và Baptist vì ông là người đồng tính. Cruz sau đó được xác nhận là Thẩm phán và được phân công lãnh đạo Tòa án Gia đình trong gần 10 năm. Cruz tiết lộ mối quan hệ đồng tính lâu đời trong một bài báo của tạp chí địa phương được xuất bản trên Tạp chí Latte năm 1995. Cuối cùng, Cruz trở thành Chánh án Tòa án Tối cao của đảo Guam và được giới thiệu trong một bài báo trên tờ The Advocate về vấn đề đồng tính luyến ái của mình.